# فيليبالد كريس
فيليبالد كريس (بالألمانية: Willibald Kreß)‏ (13 نوفمبر 1906 – 27 يناير 1989) لاعب كرة قدم ألماني راحل كان يجيد اللعب في خط حراسة المرمى .
لعب طوال مسيرته الرياضية في أندية روت فيس فرانكفورت (1929-1932) مولهاوس (1932-1933) دريسدن (1933-1944).
مثل منتخب ألمانيا في 16 مباراة (1929-1934). شارك مع منتخب ألمانيا في بطولة كأس العالم 1934 في إيطاليا حيث احتل المركز الثالث.
قام بتدريب أندية فرانكفورت (1947-1949) فوبيرتالر (1959-1961).

## وصلات خارجية
- فيليبالد كريس على موقع الاتحاد الدولي (مؤرشف)  (الإنجليزية)
- فيليبالد كريس على موقع قاعدة بيانات كرة القدم.إي يو (الإنجليزية)
- فيليبالد كريس على موقع بيانات كرة القدم. دي إي (الألمانية)
- فيليبالد كريس على موقع ناشيونال فوتبول تيمز (الإنجليزية)
- فيليبالد كريس على موقع Soccerway.com (الإنجليزية)
- فيليبالد كريس على موقع عالم كرة القدم.نت (الإنجليزية)

- سيرة ذاتية